# Юнусходжаев, Ахмадходжа Нигманович
Ахмадходжа́ Нигма́нович Юнусходжа́ев — доктор фармацевтических наук, профессор; ректор Ташкентского фармацевтического института (2001—2017).
1999-2003 Начальник Главного управления по контролю качества лекарственных средств и медицинской техники Минздрава. В 1999—2000 годы входил в состав Республиканской тендерной комиссии по лекарственным средствам и изделиям медицинского назначения, с 2006 — в состав рабочей группы по совершенствованию действующего законодательства в области лекарственных средств и изделий медицинского назначения. С 2017 года — государственный советник Президента Республики Узбекистан.
В январе 2017 года предложил уравнять стипендии студентам вузов вне зависимости от их успеваемости с введением 3%-ного поощрительного фонда, что позволит сэкономить 25 млн сумов бюджетных средств.
Член редакционного совета журнала «Фармация Казахстана».
Председатель Ташкентской городской окружной избирательной комиссии № 14 (2016).

## Награды
Отличник здравоохранения Узбекистана.